# کاکتوس‌های بی‌شیار
 کاکتوس‌های بی‌شیار یا آکاراگما (نام علمی: Acharagma) نام یک سرده از تیره کاکتوس است.